# Jefferson County (Kentucky)
Jefferson County je okres ve státě Kentucky v USA. K roku 2015 zde žilo 763 623 obyvatel. Správním městem okresu je Louisville. Celková rozloha okresu činí 1031 km². Pojmenovaný je podle tehdejšího guvernéra Virginie a budoucího prezidenta Thomase Jeffersona.

## Historie
Okres Jefferson County vznikl v roce 1780 a byl jedním z prvních tří okresů, které byly vytvořeny z původního velkého okresu Kentucky County, který byl do té doby ještě součástí unijního státu Virginie.
Posledním velkým americkým nájezdem na původní obyvatele (Indiány) na území současného Jefferson County byl Chenowethův masakr dne 17. července 1789.

## Sousední okresy
| Růžice kompasu | Floyd County    | Clark County                | Oldham County  | Růžice kompasu |
| Růžice kompasu | Harrison County | Sever                       | Shelby County  | Růžice kompasu |
| Růžice kompasu | Harrison County | Jefferson County (Kentucky) | Shelby County  | Růžice kompasu |
| Růžice kompasu | Harrison County | Jih                         | Shelby County  | Růžice kompasu |
| Růžice kompasu | Hardin County   | Bullitt County              | Spencer County | Růžice kompasu |